# Critique des médias
La critique des médias (presse écrite, télévision, radio et Internet) est un concept aux formes multiples dont la définition ne fait pas consensus. Au sens large, toute analyse ou commentaire portant sur le fonctionnement des médias, sur la sociologie des journalistes ou encore sur le traitement de l'information entre dans le champ de la critique des médias. Toutefois, la définition la plus couramment admise est la critique des dysfonctionnements des médias ou tout du moins des facteurs susceptibles de nuire à la qualité , la véracité ou la pertinence des informations qu'ils diffusent.
La critique des médias français est généralement effectuée selon des angles d'attaque très divers par trois corps sociaux distincts : les journalistes eux-mêmes, les hommes politiques et enfin la société civile (intellectuels, universitaires ou encore associations).
La critique des médias est un sujet polémique. Le concept prétend à une généralisation alors qu'il peut être argué qu'il n'existe pas une critique mais une multitude de critiques ou encore que le pluralisme des médias empêche toute critique généralisatrice à l'encontre des médias. À l'inverse, il peut être argué que les médias ne constituant que le reflet d'une certaine forme de société (dite de consommation ou encore capitaliste), la critique des médias reste superficielle si elle n'analyse pas le contexte dans lequel ils fonctionnent (cette critique ne serait plus alors qu'une branche particulière de la critique plus générale de la société). Enfin, il peut être reproché aux critiques d'être partielles, partiales, réductrices, caricaturales, populistes, conspirationnistes, antisémites, etc.

## Genèse de la critique des médias
S'il est difficile de dater la genèse d'une telle critique, le chercheur Stéphane Arpin considère que son essor va de pair avec l'industrialisation de la presse dans la deuxième moitié du XIXe siècle :

« La critique sociale apparaît lors de l’industrialisation de la presse, dans la deuxième moitié du XIXe siècle lorsque le mouvement ouvrier accuse les journalistes de dépolitiser le débat public et de se soumettre aux «puissances d’argent» du capitalisme. »

## Diverses formes de la critique des médias
La critique des médias peut être décomposée en différents thèmes selon l'angle d'attaque choisi. Il est cependant rare qu'un critique se concentre sur un unique thème, et il est même possible qu'elle regroupe l'ensemble des thèmes pour adopter une approche holiste.

### Critique centrée sur le fonctionnement industriel des médias

#### Course à l'audience
En considérant que l'information et la culture sont des biens marchands, les médias ont pour objectif principal d'obtenir l'audience la plus large possible afin de capter le plus de revenus directs (vente de journaux ou d'abonnement TVs) et indirects (revenus publicitaires ou de petites annonces).
À titre d'illustration, Patrick Le Lay, ancien PDG de TF1, effectue ce constat comme l'attestent ses propos recueillis dans le livre Les dirigeants face au changement (éditions du Huitième jour) :

« Il y a beaucoup de façons de parler de la télévision. Mais dans une perspective business, soyons réaliste : à la base, le métier de TF1, c'est d'aider Coca-Cola, par exemple, à vendre son produit. (…) Or pour qu'un message publicitaire soit perçu, il faut que le cerveau du téléspectateur soit disponible. Nos émissions ont pour vocation de le rendre disponible : c'est-à-dire de le divertir, de le détendre pour le préparer entre deux messages. Ce que nous vendons à Coca-Cola, c'est du temps de cerveau humain disponible. (…) Rien n'est plus difficile que d'obtenir cette disponibilité. C'est là que se trouve le changement permanent. Il faut chercher en permanence les programmes qui marchent, suivre les modes, surfer sur les tendances, dans un contexte où l'information s'accélère, se multiplie et se banalise. »

(Patrick Le Lay a confirmé plus tard son analyse tout en précisant qu'il avait « l'habitude de forcer le trait pour faire comprendre les concepts »).
Cette course à l'audience est susceptible d'influencer la manière dont est traitée une information, les médias concernés pouvant être tentés à rendre l'information séduisante pour le public, quitte à faire de la désinformation. Ainsi, l'Association des journalistes lesbiennes, gays, bi, trans et intersexes a pointé du doigt l'impact du traitement sensationnaliste des personnes transgenre de la part d'une grande partie de la presse.

#### Les actionnaires des médias
En France, nombre de groupes industriels détiennent une part importante des médias : Lagardère, Dassault, Bouygues, Bolloré. Plusieurs critiques peuvent émaner de ce constat :
- La concentration des médias réduit le pluralisme ;
- La détention des médias par des groupes industriels risque de réduire la possibilité d'une information transparente et objective sur ces groupes industriels (autocensure).
- La détention des médias par des groupes industriels pose le risque d'un paysage médiatique servant davantage de chambre d'écho au service de l'idéologie de ces derniers qu'à informer de façon objective.

Lionel Jospin, premier ministre français de 1997 à 2002, a résumé cette approche ainsi dans son livre Le Monde comme je le vois (Gallimard) :

« Nombre de médias audiovisuels ou de la presse écrite sont possédés en France par de grands groupes industriels (Bouygues, Lagardère, Dassault…) ou bien ont ouvert largement leur capital à des groupes économiques ou financiers. On se doute que ces médias — au-delà des choix des journalistes eux-mêmes — sont globalement sensibles à l’idéologie et à la mentalité de ces milieux, et en diffusent largement les arguments dans le public. »

#### Pouvoir des annonceurs
La dépendance accrue des médias aux revenus de la publicité peut entraîner trois risques :
- Les médias peuvent être incités à orienter leur ligne éditoriale pour cibler les audiences génératrices de revenus pour les annonceurs (CSP+) ;
- Cette dépendance peut inciter au consumérisme en présentant de manière favorable des produits de grande consommation (voiture, gadgets hi-tech) ;
- La puissance financière des annonceurs risque de réduire la possibilité d'une information transparente et objective sur ces mêmes annonceurs (autocensure).

À titre d'exemple, Le Canard enchaîné affirme que les dépenses publicitaires effectuées par les groupes EDF et Areva ont pour but principal d'assurer une ligne éditoriale favorable à leurs activités nucléaires. Cette affirmation peut être corroborée par le journal L'Express qui soutient que le groupe EDF, « mécontent d'un article de La Tribune évoquant l'abandon de futurs projets de réacteur nucléaire EPR, [aurait] décidé de retirer ses publicités dans le journal jusqu'à fin 2011 . »

### Critique centrée sur les journalistes

#### Formation des journalistes
Le livre à charge du journaliste François Ruffin, Les Petits Soldats du journalisme, paru en 2003 aux éditions "Les Arènes" a critiqué la formation donnée au CFJ, suivie pendant deux ans par l'auteur, qui dénonce l'abandon progressif de tout esprit critique, le renoncement à la curiosité professionnelle et le non-recours à la documentation. À la suite de la parution du livre, une cinquantaine d'élèves du CFJ, trouvant le récit "caricatural", ont publié une lettre en réponse dans Libération.

#### Conditions de travail et négligence des sources d'information
Faute de temps, les journalistes ne parviennent pas toujours à recouper leurs informations ni à diversifier leurs sources. Dans certains cas, le recours à la protection des sources d'information des journalistes ne permet pas au consommateur de contenu médiatique de forger un point de vue critique vis-à-vis des dires du journaliste.
Les journalistes travaillant pour des médias peu profitables, peuvent être sujet à la précarité, à de bas salaires et de mauvaises conditions de travail. En 1996, Éric Marquis, du SNJ) affirmait que ces conditions de travail dégradées allaient de pair avec une réduction de l'analyse : « les délais d’exécution se raccourcissent, la contagion du zapping aboutit à des commandes d’articles moins longs (donc moins payés) sur des sujets nécessitant des enquêtes aussi lourdes qu’avant ».

#### Corporatisme
Lors des états généraux de la presse en 2008, le président de la République Nicolas Sarkozy a déclaré que la presse pouvait être menacée de corporatisme (« l’État ne se laissera imposer aucun immobilisme, aucun corporatisme, aucune habitude mauvaise ».). À cette même occasion, l'éditorialiste du quotidien Le Monde emploie (entre autres) ce terme pour qualifier la presse : « Les États généraux étaient l'occasion de réunir tous les acteurs du secteur autour d'une table et de les convaincre de négocier pour dépasser les corporatismes traditionnels et les clivages d'un autre temps ».

#### Connivence avec le monde politique et industriel
Cette connivence est de nature à appauvrir le contenu informatif, sauf si les journalistes recourent au principe de protection des sources d'information des journalistes pour contourner les connivences qui soudent les milieux politiques et industriels. Connivence qui nuit par ailleurs à l'objectivité dont se réclament pourtant officiellement de nombreux médias.
La connivence peut avoir plusieurs origines : volonté de ne pas déplaire pour conserver une position hiérarchique, proximité idéologique, ou "relation de prestation", l'expression consacrée étant « faire des ménages », acte pourtant interdit par la Charte de Munich, qui régit la déontologie du journalisme.
À titre d'exemple, le journaliste Daniel Psenny a fustigé dans un article du quotidien Le Monde la trop grande proximité entre journalistes et politiques :

« Deux reporters ont récemment été recrutés par des élues. Ces transferts rappellent que la frontière entre médias et politique n'a jamais été imperméable. (…) On ne compte plus le nombre de ceux qui ont franchi la frontière censée être établie entre les pouvoirs politiques, économiques, financiers ou culturels et les médias. (…) Ces deux « transferts » n'ont suscité que peu de réactions tant l'habitude a été prise de voir des journalistes épouser les thèses de ceux qu'ils observent. »

Autre illustration, le journaliste Nelson Monfort aurait effectué des « ménages » pour le compte du groupe Areva, ce qui est strictement interdit par la Charte de Munich, qui régit la déontologie du journalisme. Le journaliste Stéphane Paoli est également accusé de faire des « ménages », par exemple en faveur des Galeries Lafayette ,.
La crainte de déplaire peut être mise en lumière par l'éviction du journaliste Patrick Poivre d'Arvor de TF1 en 2008. En effet, le magazine L’Express affirme que cette éviction s'explique en grande partie par l'inimitié entre le journaliste et le président de la République Nicolas Sarkozy.
Le directeur du magazine Le Point Franz-Olivier Giesbert a cependant défendu[non neutre]une forme de connivence en estimant que les journalistes sont avant tout des « carnets d'adresses ».

### Critique centrée sur le traitement de l'information

#### Objectivité
L'objectivité (ou son manque supposé) et le biais idéologique des médias (dits « de gauche », « de droite », « extrémiste ») est une critique récurrente à l'encontre des médias : les médias ne seraient pas objectifs et chercheraient de manière plus ou moins volontaire et conscientes non pas à décrire les faits mais à les interpréter à la lumière de leurs orientations.
Une première illustration peut être apportée par le magazine Courrier international qui classe les titres de presse internationaux selon leur orientation idéologique ; sans être à proprement parler une critique, cette classification dénote qu'il peut être fondé de classer la presse selon sa ligne éditoriale.
Une deuxième illustration, sans aucun rapport et polémique, touche à la guerre des mots dans le conflit israélo-palestinien.
Depuis l'apparition des chaînes d'information en continu, générant un phénomène d'infobésité, et le fait que les réseaux sociaux et les blogs constituent une source d'information davantage consultée que la presse institutionnelle et qu'un grand nombre de ceux qui s'y expriment, non soumis à la déontologie, multiplient les fakes (bidonnages) et les hoaxes (canulars), les journalistes professionnels sont de plus en plus contraints de pratiquer la technique du fact-checking (vérification des faits), mais son efficacité est mise en doute au point que se généralise le concept de « post-vérité ».

#### Absence de pluralisme
Il peut être reproché aux médias de ne pas faire connaître la pluralité des points de vue sur un sujet donné, en choisissant par exemple systématiquement des experts idéologiquement proches à se prononcer sur un sujet donné.
L'économiste Frédéric Lordon soutient par exemple qu'une très large majorité des économistes invités à se prononcer dans les médias sont des économistes orthodoxes issus des mêmes horizons :

« À la vérité, il faudrait faire... Mais là ce serait un autre chantier : un chantier d’analyse du fonctionnement des médias et de tous les médiateurs qui structurent le débat public. Il y aurait des indicateurs statistiques extrêmement simples à reprendre. Vous prenez deux grandes émissions de débat public et de débat économique - les tranches d’information du matin (de France Inter, celle de France Culture, etc.) et vous faites la statistique de l’origine des invités. Je peux vous dire qu’à 90 % (…) [selon l'] origine idéologique et intellectuelle (…) vous avez droit au "Cercle des économistes", vous avez droit à la fondation "Terra Nova"… »

#### Réduction de l'analyse
Les médias peuvent être accusés de réduire le temps consacré aux analyses au profit des micro-trottoirs ou du sensationnalisme. Cette réduction de l'analyse peut s'expliquer par la nécessité de travailler dans l'urgence pour répondre à la culture du zapping ou encore par la volonté d'augmenter les ventes, comme l'explique Patrick Eveno, professeur en histoire des médias :

« La réalité historique, c’est que le sensationnalisme était encore plus évident avant. Si la presse vendait, c’est justement parce qu’elle en faisait. Peut-être qu’en y revenant, elle se vendra un peu mieux. Le sensationnalisme fait vendre ? Et alors ? Le but est-il de faire la morale ou de vendre du papier ? »

D'après Razmig Keucheyan et Pierre Rimbert, cette réduction de l'analyse menace généralement le journalisme d'enquête. La focalisation de la presse sur des affaires politico-juridiques dramatiserait l'information et déplacerait le débat démocratique sur un  terrain moral. S'attacher à démasquer les scandales privés favoriserait la création d'un climat de défiance envers les personnages publics, d'une montée de l'apolitisme  plutôt que la remise en cause de tout un système et l'élaboration de propositions politiques alternatives.
Une autre critique est l'effet de loupe sur l'information de la part des médias (la focalisation sur des cas particuliers amène au sophisme de la généralisation abusive). Les journalistes parlent ainsi d'effet loupe des images ou des réseaux sociaux qui peut générer des distorsions de la réalité.

#### Scandale journalistique
La critique des médias peut se centrer sur les scandales journalistiques (par exemple les « bidonnages ») où des journalistes ou médias ont fait preuve de désinformation ou de fautes professionnelles.

#### Silence médiatique
Cette forme de critique déplore le déficit, voire l’absence, de médiatisation de faits qui sont considérés comme importants (à tout le moins par ceux qui émettent cette critique). Le chercheur Stéphane Arpin de l'EHESS qualifie en ces termes cette critique :

« Considérés comme une injustice par les personnes qui estiment que des faits importants n’accèdent pas à la publicité, les « silences médiatiques » sont expliqués dans l’ère du soupçon en termes de collusion ou de complot. Un rapide coup d’œil sur Internet, par exemple, permet de mesurer la diversité des dénonciations de ces « silences médiatiques ». (…) Ces quelques exemples montrent que la dénonciation des « silences médiatiques », autrement dit de dénis de réalité, est devenue une opération critique extrêmement courante. D’une part, elle permet de questionner les pratiques journalistiques au niveau du tri et de la sélection de l’information. D’autre part, elle pose le problème de l’inégalité d’accès aux médias en tant que ressources dans la prise de parole au sein de l’espace public. »

### Critique centrée sur la «médiacratie»
La critique de la médiacratie considère que les médias constituent un pouvoir capable à des degrés divers d'influencer ou de manipuler la société ou l'opinion publique (ou à tout le moins une partie de celle-ci). La thèse de l'économiste et observateur des médias Edward Herman et du linguiste Noam Chomsky, exposée dans leur livre La Fabrication du consentement (1988) via le modèle de propagande, pourrait rentrer dans ce registre :

« Nous pensons que, parmi leurs autres fonctions, les médias servent les puissants intérêts sociétaux qui les contrôlent et les financent, et exercent de la propagande pour leur compte. Les représentants de ces intérêts ont d’importants programmes et principes qu’ils veulent mettre en avant, et sont en bonne position pour modeler et contraindre la politique des médias. Cela ne se fait pas normalement par une intervention grossière, mais par la sélection d’un personnel bien-pensant, ainsi que par l’intériorisation, de la part des responsables des rédactions et des journalistes en service, de priorités et de définitions de ce qu’il convient de rapporter qui sont conformes à la politique de l’institution. »

Il est à noter que cette critique ne repose pas nécessairement sur une intervention directe de forces politiques ou industrielles pour contraindre de manière plus ou moins forcée les médias et les journalistes (selon une logique de théorie du complot). À ce titre, Herman et Chomsky affirment qu'il n'y a aucune hypothèse conspirationniste dans leurs analyses :

« Des critiques des institutions comme celles que nous présentons dans cet ouvrage sont habituellement récusées par les commentateurs de l’establishment comme relevant de “théories du complot”, mais cela n’est qu’une façon d’esquiver le débat. Nous n’utilisons aucune sorte d’hypothèse “conspirative” pour expliquer la performance des médias de masse. En fait, notre traitement du sujet est beaucoup plus proche d’une analyse de “marché libre”, les résultats étant largement le produit de l’action des forces du marché. La plupart des choix biaisés dans les médias proviennent de la présélection de personnes bien-pensantes, de préconceptions intériorisées, et de l’adaptation du personnel aux contraintes de la propriété, de l’organisation, du marché et du pouvoir politique. La censure est dans une large mesure autocensure, de la part de reporters et de commentateurs qui s’adaptent aux réalités des exigences organisationnelles des sources et des médias, ainsi que de la part de personnes situées à des échelons plus élevés au sein des organisations médiatiques, des personnes choisies afin de mettre en pratique les contraintes imposées par les propriétaires et autres centres de pouvoir du marché et de l’État, et qui ont généralement intériorisé ces contraintes. »

## Critique de la critique des médias
Les journalistes peuvent considérer que la critique des médias effectuées par des membres de la société civile est partielle et partiale, caricaturale, voire conspirationniste ou antisémite. Ils regrettent ainsi que ce type de critique repose sur des amalgames, fasse fi de la pluralité des opinions exprimées par les différents médias et ne soit pas rigoureuse. Les journalistes peuvent mettre en avant l'existence de la Charte de Munich qui représente un pilier de la déontologie du journalisme.
À titre d'exemple, la journaliste Caroline Fourest considère que la critique des médias peut ne pas être discernable de la « haine des médias » :

« Dans la famille des derniers poujadismes en vogue, la haine des médias et le système médiatique semble devoir jouer le même rôle que la haine du lobby judéo-maçonnique, la focalisation sur l’immigration . »

Il est à noter que le journaliste Philippe Cohen a à son tour effectué une « critique de la critique de la critique » en reprochant à Laurent Joffrin d'être caricatural et de procéder par amalgame ; il considère in fine qu'une critique sérieuse des journalistes de la critique des médias reste encore à écrire :

« Le livre de Joffrin visant à répondre à la critique des médias était une fort bonne idée, salutaire pour le débat public. Mais cet ouvrage reste à écrire. »

## Critique au sein des médias
Au sein des rédactions, il existe souvent un débat permanent entre journalistes, entre soucis de cohérence (ligne éditoriale), devoir de réserve, déontologie professionnelle, clause de conscience...
Les médias principaux s'adonnent rarement à une analyse critique des autres médias. Cela est particulièrement vrai dans le cas de concurrents directs. Quelques exceptions en France : Le Canard enchaîné, Le Monde diplomatique, Arrêt sur images, Technikart...
En fait, l'essentiel de la critique émanant de professionnels n'est souvent rendue publique que par le biais de livres (cf. La Face cachée du Monde, etc.).

## Acteurs réguliers de la critique des médias en France

### Associations
- - Action-Critique-Médias (Acrimed), ancré à gauche[30],[31]
  - l'Observatoire français des médias (OFM)
  - l'Observatoire du journalisme (OJIM), classé à l'extrême droite[32],[33],[34],[35].

### Presse: les mensuels
- - Ce qu'il faut détruire (CQFD),
  - Le Plan B qui a pris la suite de Pour lire pas lu (PLPL) en 2006,
  - Le Monde diplomatique (notamment sa rubrique Médias), dont les articles sont compilés dans le bimestriel Manière de voir,
  - la lettre professionnelle Société de l'information.

### Émissions de télévision
- - Arrêt sur images (télévisé jusqu'en 2007),
  - C médiatique,
  - Médias, le magazine (2008-2016)

### Internet
- Arretsurimages.net, Rezo.net, Homme-moderne.org (jusque 2009), le réseau international Indymedia.

### Documentaires
- Les Nouveaux Chiens de garde (film), les travaux de Pierre Carles (notamment Juppé, forcément, Pas vu pas pris, Enfin pris, Fin de concession, DSK, Hollande, etc).